# Список автовиробників України
Це список існуючих і ліквідованих автомобільних виробників України.

## Існуючі
- Автотехнологія, з 2004 року
- АІС, з 1992 року
  - Рута, з 1958 року
  - КрАСЗ, 1995 року
- ВЕЕМ, з 2000 року
  - Стрий-Авто (Стрийський автобусний завод), з 1976 року
- Електрон, з 1918 року
  - Електронтранс, з 2011 року
- Корпорація «Еталон», з 2002 року
  - ЧАЗ (Чернігівський автобусний завод), з 1973 року
- Укравто Груп, з 1969 року
  - ЗАЗ (Запорізький автомобілебудівний завод), 3 1863 року
  - МеМЗ (Мелітопольський моторний завод), з 1908 року
- Фінтакт, з 2017 року
  - АвтоКрАЗ (Кременчуцький автомобільний завод), з 1958 року
- Isuzu-Ataman, з 2012 року
  - Черкаський автобус, з 1965 року
- Dongfeng Motor Corporation, з 2011 року
  - ХАЗ (Херсонський автоскладальний завод), з 2001 року

## Ліквідовані
- Корпорація «Богдан», 2005—2021
  - ЛуАЗ (Луцький автомобільний завод), 1955—2021
  - АСЗ №2 (Автоскладальний завод №2), 2008—2021
- Корпорація «Еталон», з 2002 року
  - БАЗ (Бориспільський автобусний завод), 1998—2023
- ЛАЗ (Львівський автобусний завод), 1945—2014
  - ДАЗ (Дніпровський автобусний завод), 1965—2014
- Міра і К, з 2002
  - ГалАЗ (Галицький автобусний завод), 2006—2009
- Iveco-Мотор Січ, 1995—2012
  - ВЕПр (Високо-ефективна прохідність), 2006—2012